# FASA Alpine
Die F.A.S.A.-Alpine ist ein Sportwagen des spanischen Automobilbauers Fabricacion de Automoviles S.A. (FASA). Es ist ein Lizenzbau der Alpine Modelle A110 und A108. F.A.S.A.-Alpine Fahrzeuge sind neben den Originalfahrzeugen von Alpine aus Frankreich die häufigste Variante in Europa.

## Geschichte
Die Fabricacion de Automoviles S.A. (FASA) wurde 1950 von Manuel Jimenez Alfaro (1898–1992) in Valladolid gegründet. Er stellte hauptsächlich Renault-Modelle in Lizenz her. Die Modelle wurden an den spanischen Markt angepasst und daher modifiziert, sie haben Merkmale die französische Renault-Modelle nicht haben. Teilweise weicht auch die Namensgebung ab.
1963 vergibt Jean Rédélé eine Lizenz zum Bau von Alpine Fahrzeugen an Manuel Jiménez Alfaro. F.A.S.A. beginnt in Spanien mit dem Lizenzbau von Alpine A108 Berlinette und A108 Cabrio Sport. Ab 1966 wird in Spanien die A110 Berlinette (1100, 1300, 1400) hergestellt. Viele spanische Alpine A110 Berlinette entsprechen mit den kleineren Scheinwerfern, Türgriffen, Blinkern in der Stoßstange usw. dem französischen Alpine Modell von 1968. Es gibt aber auch F.A.S.A. Fahrzeuge, die anderen Modelljahren entsprechen. F.A.S.A. verwendete für die Fahrzeuge eigene Felgen. Das Alpine Logo (das Alpine A) ist bei F.A.S.A.-Alpine Fahrzeugen abgerundet. Am Heck wurde rechts der Schriftzug „FASA España“ angebracht. Die genaue Zuordnung eines Fahrzeugs kann jedoch dadurch erschwert werden, dass Fahrzeuge nach Kundenwunsch individuell angefertigt wurden. Auch sind häufig die äußeren Kennzeichen nachträglich von den Besitzern verändert worden.
1965 wurde F.A.S.A. zur Tochter des Renault-Konzerns und wird daher auch als F.A.S.A.-Renault bezeichnet. Die Lizenz wurde auch nach dem Verkauf des Automobilherstellers weiter genutzt. Die Produktion in Spanien wird erst 1978 eingestellt.

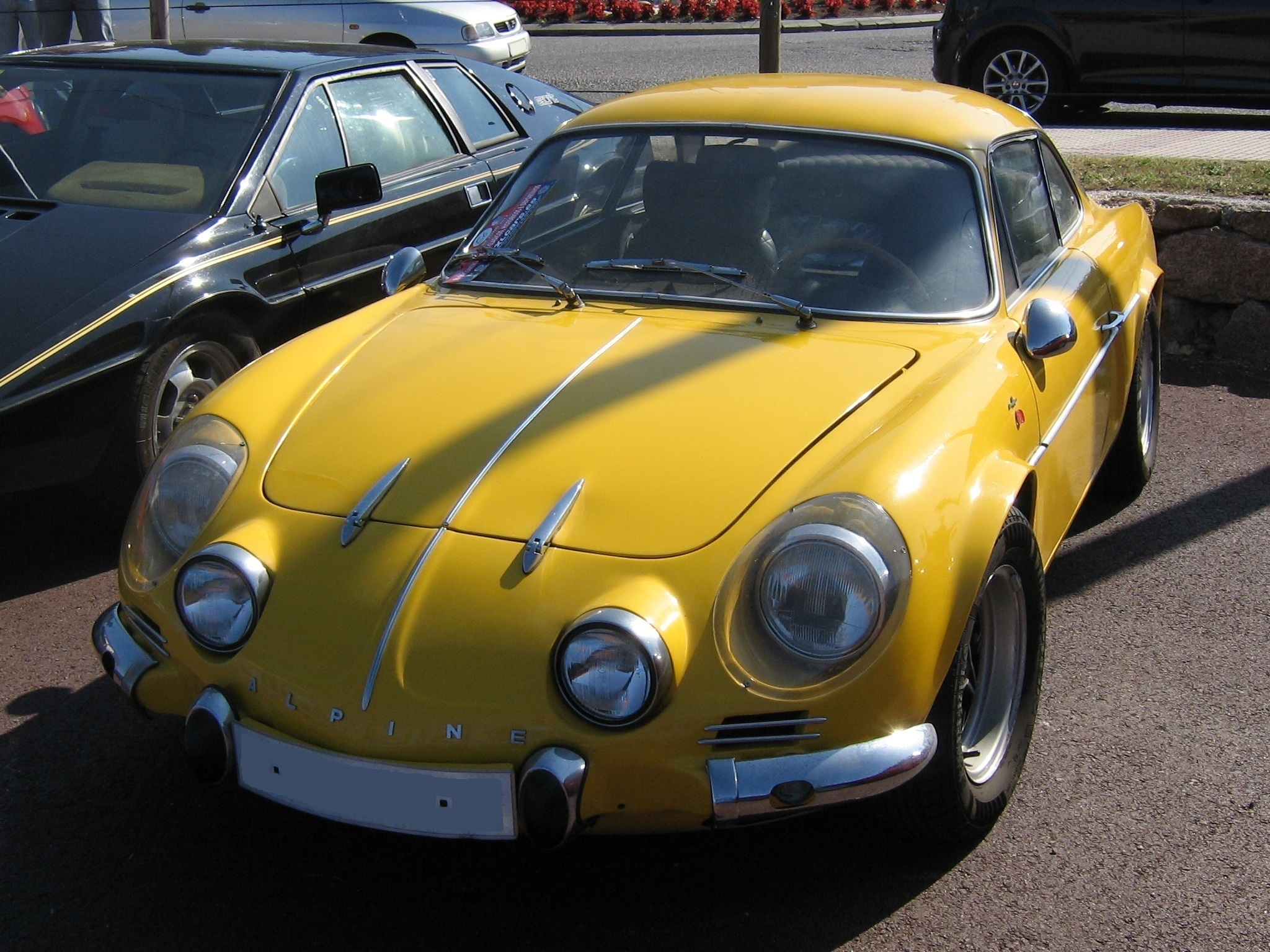
F.A.S.A. Alpine A110 Berlinette 1400
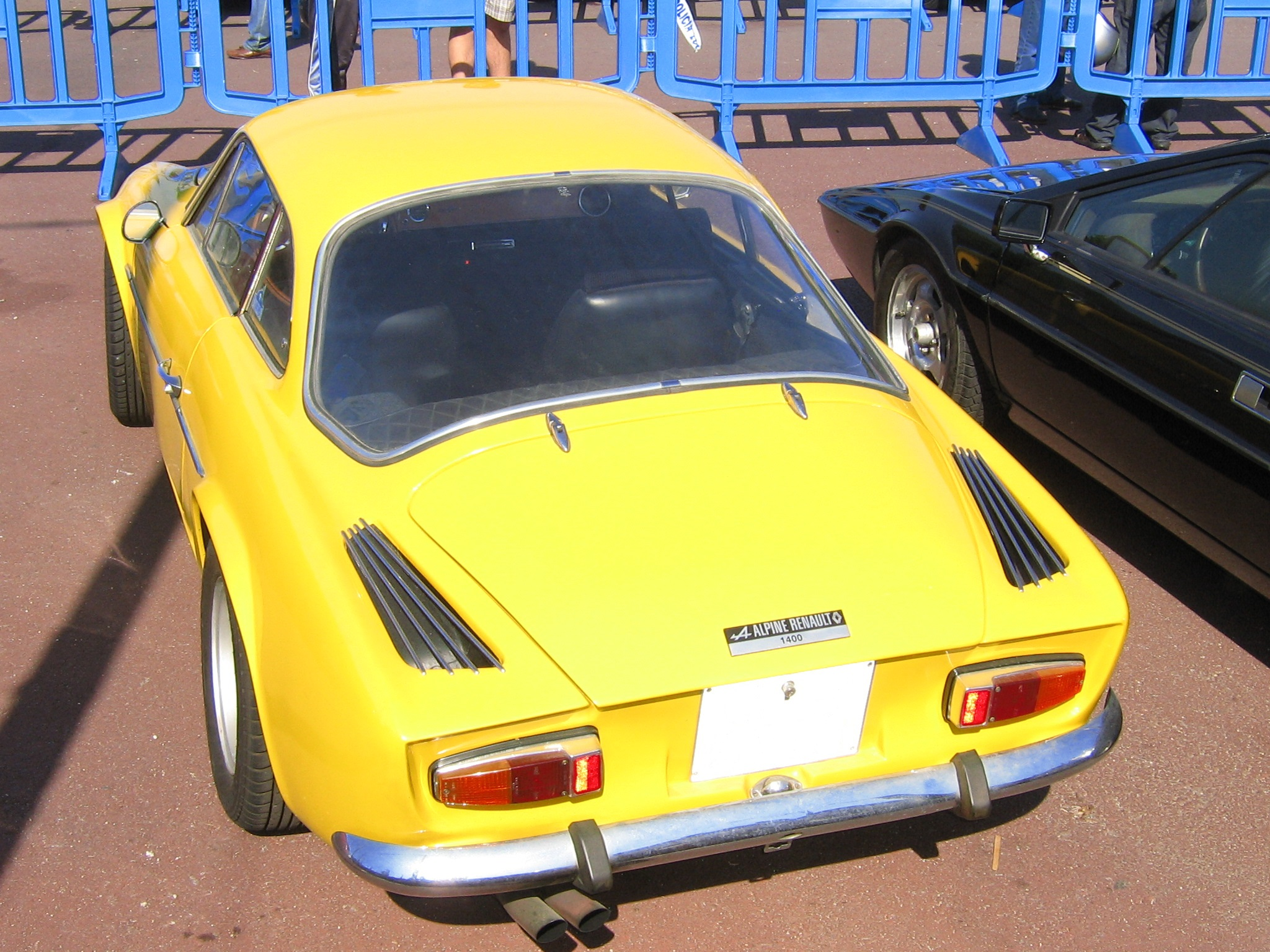
F.A.S.A. Alpine A110 Berlinette 1400
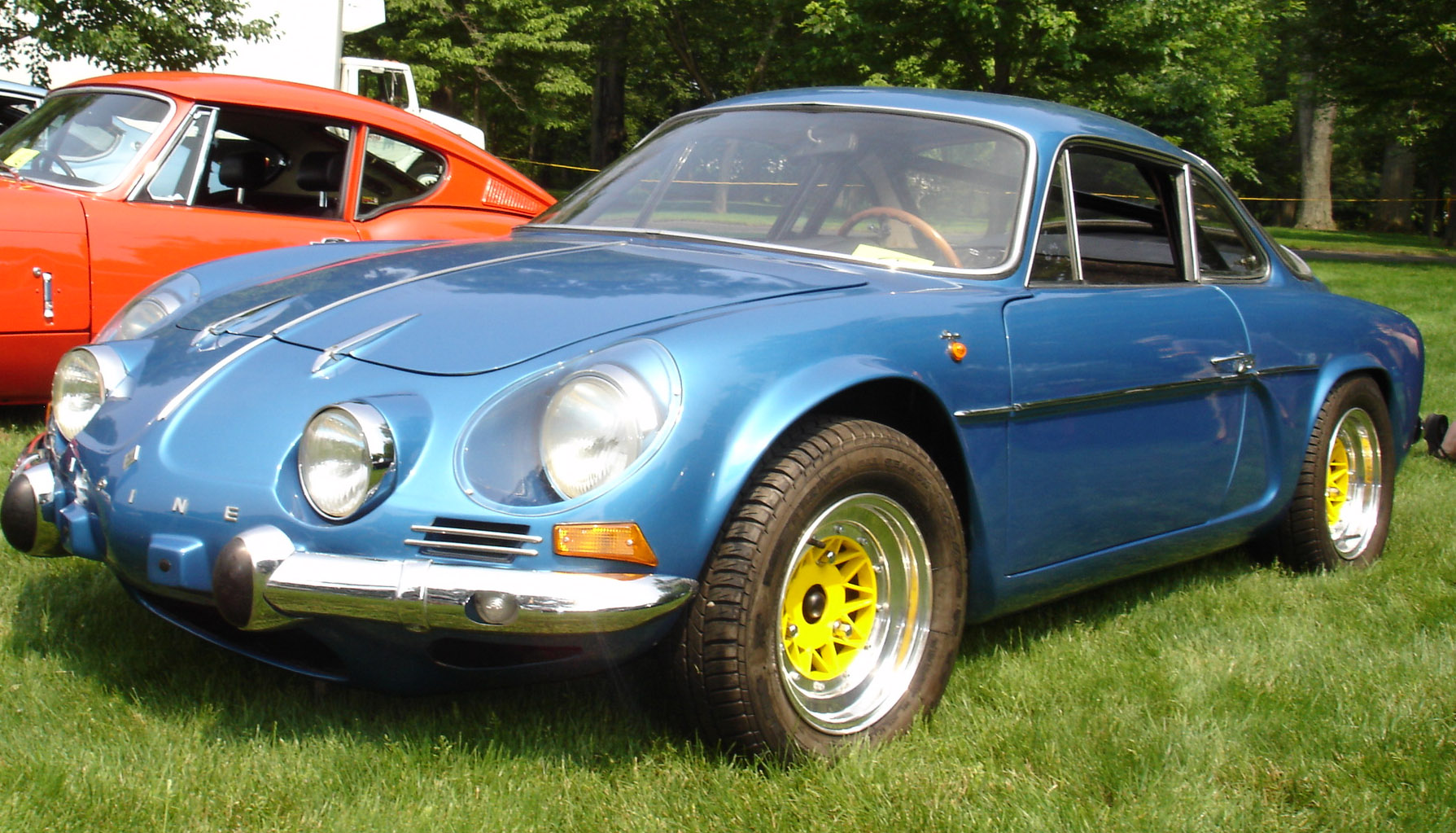
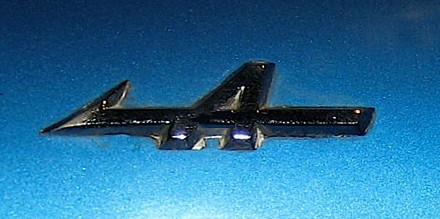
Alpine Logo der in Dieppe (Frankreich) gebauten Fahrzeuge.
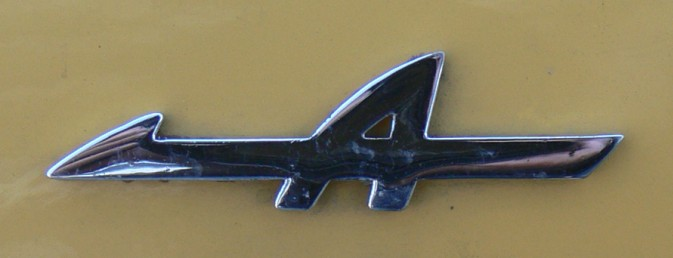
Alpine Logo der FASA-Alpine. Lizenzbau von FASA in Spanien.

## Rennsport
Auch in Spanien wird die Alpine im Rennsport eingesetzt.
1968 wird eine Alpine A110 Berlinette spanischer Rallyemeister (Fahrer Bernard Tramont). Bernard Tramont gewinnt 1967 ebenfalls die erste Rallye de Orense mit Alpine A110 Berlinette 1300.
2006 wird von Ramón Conde eine Alpine A110 Berlinette in Bronze gegossen und als Hommage an die spanische Rallye de Ourense in Ourense (Parque de San Lázaro) aufgestellt. Abgebildet sind Fahrer Estanislao Reverter Sequeiros (1929–1991) und Beifahrer Antonio Pérez-Hugalde Colemán. Reverter kaufte 1971 eine Alpine A110 Berlinette und setzte einen Porsche-Motor ins Heck. Das von 1971 bis 1974 im Rennsport eingesetzte Fahrzeug wurde daher „Alpinche“ genannt.

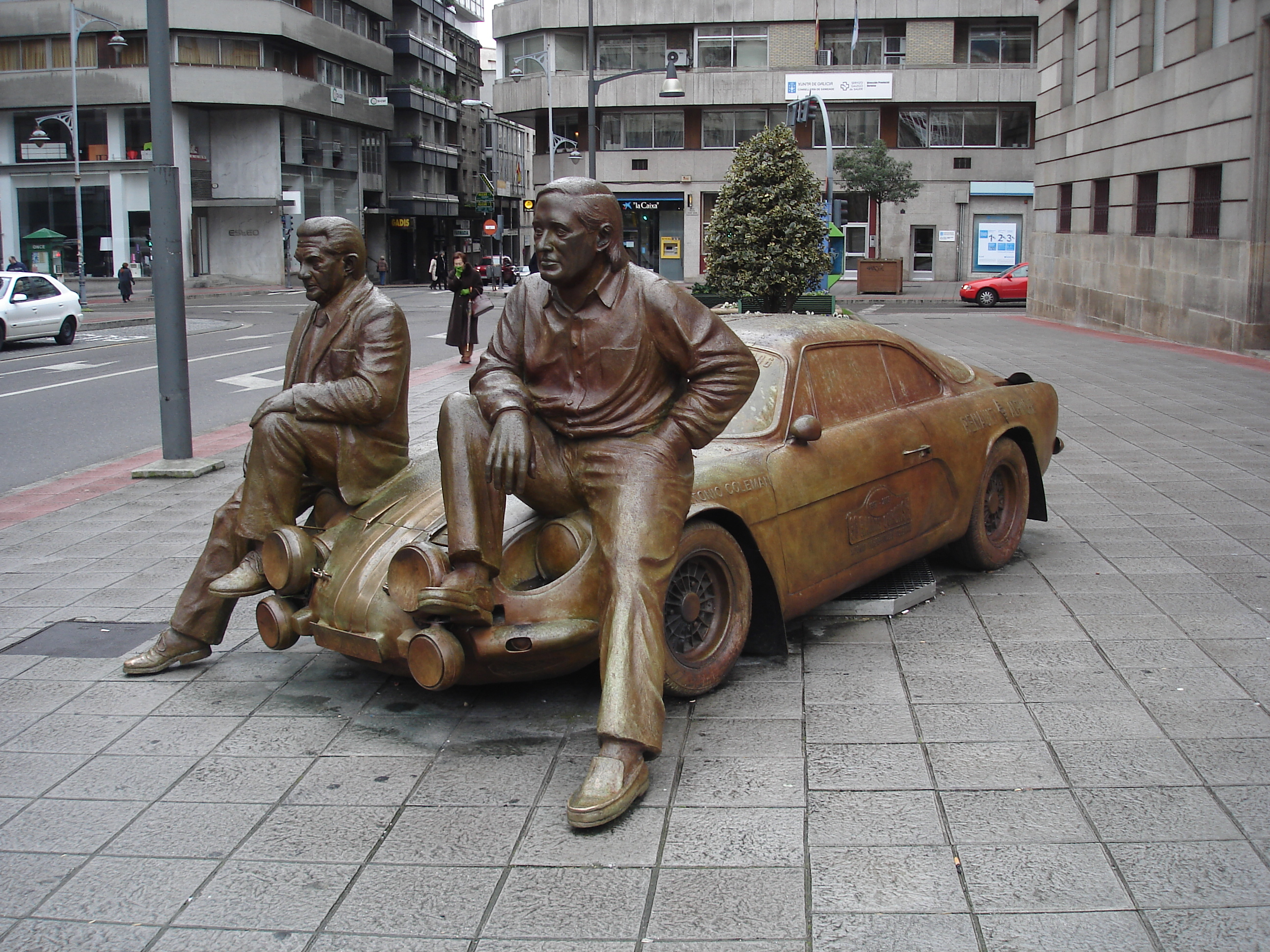
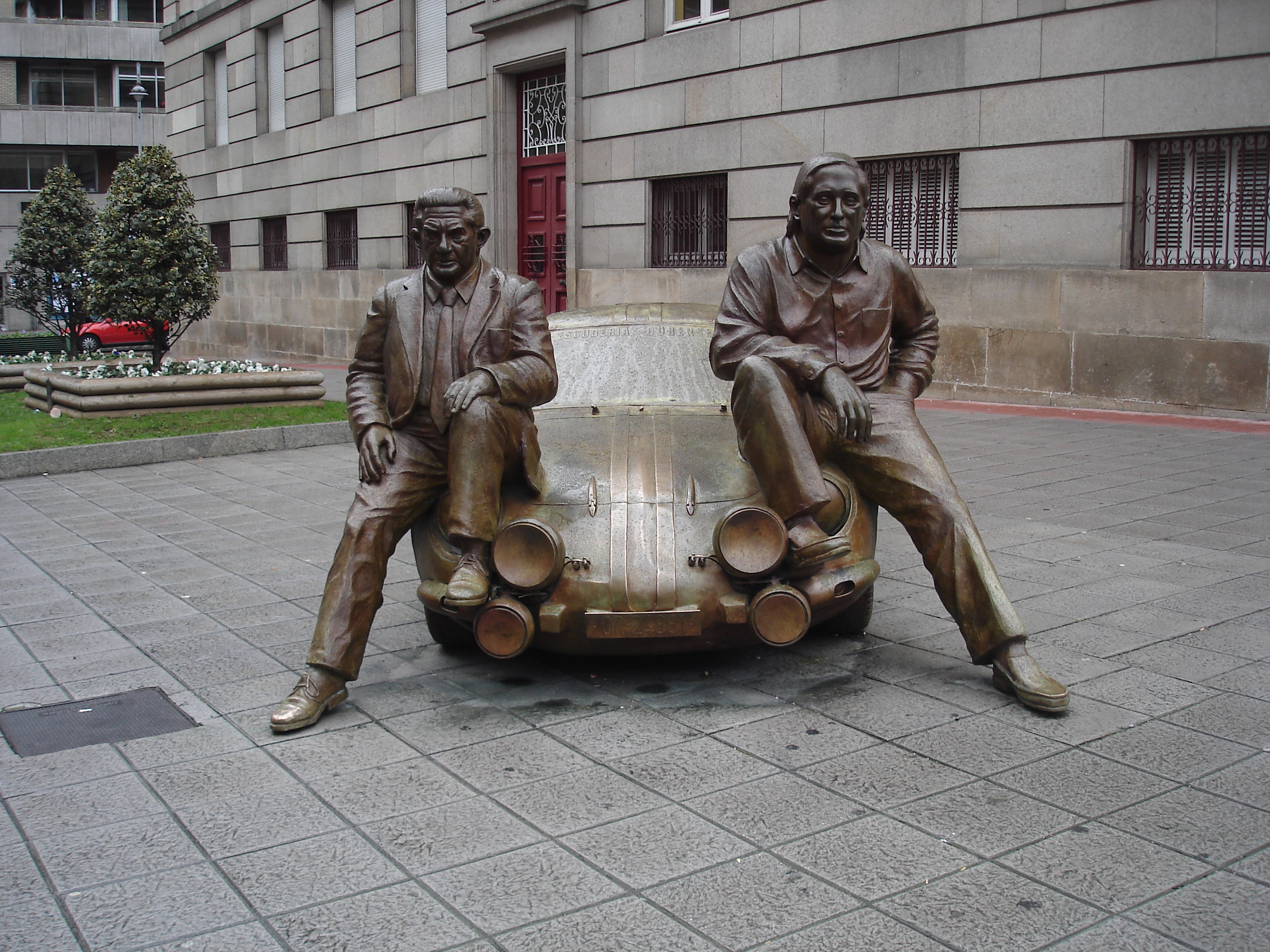